# Speculoos
Gli speculoos (internazionalmente conosciuti come Biscoff dalla fusione delle parole "biscotto" e "caffè") sono sottili biscotti speziati con cannella, chiodi di garofano e cardamomo, originario della Contea delle Fiandre, territorio storico oggi condiviso tra Belgio, Francia e Paesi Bassi (dove sono chiamati speculaas). Preparati, secondo tradizione, per la ricorrenza di san Nicola, sono ormai disponibili come prodotto dolciario in qualsiasi periodo dell'anno.
Vengono prodotti anche in Germania (in particolare in Renania e Vestfalia), dove sono chiamati Spekulatius e dove, per tradizione, vengono consumati per tutto il periodo natalizio.